# Лора (вино)
Лора — давньоримський напій, що являв собою вино з вичавок. Як і поска (винний оцет, розбавлений водою), лора була дешевим напоєм масового виробництва.
Пліній Старший називав лору «vinum operarium», тобто вино робітника.

## Короткий опис
На відміну від поски, лора була злегка алкогольним напоєм, а саме виробництво було дуже простим. Вичавки, тобто залишки винограду, що залишилися після пресування, змішували з водою й через день повертали у винний прес. Результатом цього процесу став замінник вина, доступний для бідних верств і, можливо, порівняний з дуже розбавленим вином. Звісно, такий продукт міг дуже швидко перетворитися на оцет, тому лору потрібно було швидко вжити. Але в давні часи не було великої біди, якщо лора скисала, тоді вона ставала поскою, тобто замінником винного оцту.
Римські військові самі виробляли лору, використовуючи вичавки, придбані на місці. Зберігання та транспортування були неможливі через короткий термін придатності. Традиція, очевидно, пізніше використовувалася для щоденних потреб виноградарів. Із запровадженням стандартів якості вино з вичавок офіційно входило до винного реєстру як домашній напій, але було виключено з винної торгівлі.
З дому Катона подейкували, що після збору врожаю його раби спочатку отримували вино з вичавок, перш ніж їм дозволяли насолодитися справжнім вином.